# Шоган, Андрей Владимирович
Андре́й Влади́мирович Шо́ган (укр. Андрій Володимирович Шоган) — украинский военный лётчик, капитан, участник российско-украинской войны. Герой Украины (2022).

## Биография
В апреле 2022 года, во время российского вторжения в Украину, капитан Шоган в составе экипажа вертолёта под командованием подполковника Александра Шемета и штурмана-лётчика Александра Ляшенко выполнил сложную миссию по доставке боеприпасов, высадке разведывательной группы и эвакуации раненых по маршруту Мариуполь — Днепр. Во время посадки и взлёта в Мариуполе вертолёт подвергся обстрелу из стрелкового оружия и зенитно-ракетного комплекса «Тор», однако экипаж успешно выполнил задание. По возвращении вертолёт попал под прицельный огонь российского военного катера, но, несмотря на это, миссия была завершена успешно.
Этот полёт стал последним успешным авиационным прорывом к заводу «Азовсталь» в Мариуполе.

## Награды
- Звание «Герой Украины» с удостоением ордена «Золотая Звезда» (7 апреля 2022) — за личное мужество и героизм, проявленные в защите государственного суверенитета и территориальной целостности Украины, верность военной присяге[2].